# Oaxtepec
Oaxtepec è una cittadina del Messico situata nel comune di Yautepec, nella parte settentrionale dello stato di Morelos.
La sua principale fonte di guadagno è il turismo, soprattutto grazie alla vicina Città del Messico, oltre a numerosi parchi acquatici ed hotel. Il clima è tropicale, ed il paesaggio è lussureggiante.
Durante le XIX olimpiadi del 1968, Oaxtepec fu la sede del Campo dei Giochi della Gioventù delle Olimpiadi Culturali. Non tutti gli stati occupati nelle vere olimpiadi mandarono partecipanti, ma se ne raccolsero da Bahamas, Belgio, Cile, Francia, Germania, Guyana, Indonesia, Giappone, Corea, Messico, Norvegia, Stati Uniti d'America, Regno unito.

## Storia
In epoca precolombiana era già una delle maggiori città della regione, e fu conquistata dagli Aztechi di Moctezuma Ilhuicamina Durante il regno di Moctezuma Ilhuicamina (1440-1469), il primo centro per il tempo libero dedicato ai nobili fu creato nella calda Oaxtepec, nella parte bassa della valle a sud di Tenochtitlán, l'attuale Morelos. Moctezuma ordinò di utilizzare le sorgenti di Oaxtepec per creare un sistema di irrigazione a favore dell'agricoltura e della conservazione dell'importante vegetazione dell'impero azteco. Un elaborato giardino reale fu costruito ad Oaxtepec, e vi venivano coltivati sia fiori che piante.
Quando gli spagnoli giunsero in questa regione, si meravigliarono della bellezza del luogo. Elogiarono Oaxtepec nelle loro cronache sulla conquista dell'impero azteco. Nel XVI secolo, grazie alle numerose piante medicinali trovate nella regione, gli spagnoli decisero di costruirvil'ospedale Santa Cruz de Oaxtepec. Bernandino Álvares ne diresse il progetto nel 1569, che per i successivi 200 anni fu amministrato dalla Hermanos de la Caridad.

## Toponimo
L'etimologia di Oaxtepec deriva dalla lingua nahuatl, e significa "Sulla montagna di huaje". Huaje è il nome spagnolo-messicano dell'albero di Guaje (Leucaena leucocephala), i cui frutti sono commestibili, nonché una pietanza tipica del Messico centro-meridionale.

## Geografia fisica

### Clima
I dati della seguente tabella sono presi da Weatherbase.
| Mese                | Mesi | Mesi | Mesi | Mesi | Mesi | Mesi  | Mesi  | Mesi  | Mesi  | Mesi | Mesi | Mesi | Stagioni | Stagioni | Stagioni | Stagioni | Anno  |
| Mese                | Gen  | Feb  | Mar  | Apr  | Mag  | Giu   | Lug   | Ago   | Set   | Ott  | Nov  | Dic  | Inv      | Pri      | Est      | Aut      | Anno  |
| ------------------- | ---- | ---- | ---- | ---- | ---- | ----- | ----- | ----- | ----- | ---- | ---- | ---- | -------- | -------- | -------- | -------- | ----- |
| T. max. media (°C)  | 27,1 | 28,6 | 30,7 | 32,2 | 32,1 | 29,6  | 28,4  | 28,2  | 27,6  | 27,8 | 27,7 | 27,2 | 27,6     | 31,7     | 28,7     | 27,7     | 28,9  |
| T. min. media (°C)  | 12,3 | 13,3 | 15,2 | 17,1 | 17,7 | 17,3  | 16,2  | 16,2  | 16,2  | 15,2 | 13,6 | 12,6 | 12,7     | 16,7     | 16,6     | 15,0     | 15,2  |
| Precipitazioni (mm) | 10,2 | 5,1  | 5,1  | 12,7 | 53,3 | 203,2 | 170,2 | 200,6 | 200,6 | 76,2 | 15,2 | 5,1  | 20,4     | 71,1     | 574,0    | 292,0    | 957,5 |